# بوک فایننشل
بوک فایننشل (انگلیسی: BOK Financial) شرکت خدمات مالی آمریکایی است، که در سال ۱۹۱۰ تأسیس شد.